# Antarcturus hirsutus
Antarcturus hirsutus là một loài chân đều trong họ Antarcturidae. Loài này được Richardson miêu tả khoa học năm 1904.